# Official Bootleg (Venom)
Live: Official Bootleg, noto anche semplicemente come Official Bootleg, è un album dal vivo (semi-ufficiale) del gruppo heavy metal britannico Venom, pubblicato in Gran Bretagna nel 1986 dall'etichetta American Phonograph.

## Tracce
1. Leave Me In Hell
2. Countess Bathory
3. Die Hard
4. Seven Gates of Hell
5. Buried Alive
6. Don't Burn the Witch
7. In Nomine Satanas
8. Welcome to Hell
9. War Head
10. Stand Up and Be Counted
11. Blood Lust

## Formazione
- Conrad "Cronos" Lant - basso, voce
- Jeffrey "Mantas" Dunn - chitarra
- Tony "Abaddon" Bray - batteria